# Ладановка
Ладановка — деревня в Ачинском районе Красноярского края России. Входит в состав Ястребовского сельсовета. Находится на берегу одноимённой реки, примерно в 19 км к юго-юго-востоку (SSE) от районного центра, города Ачинск, на высоте 302 метров над уровнем моря.

## Население
| 1989 | 2002 | 2010 |
| ---- | ---- | ---- |
| 27   | ↘12  | ↗20  |

Гендерный состав
По данным Всероссийской переписи населения 2010 года 12 мужчин и 8 женщин из 20 чел.

## Улицы
Уличная сеть деревни состоит из одной улицы (ул. Центральная).